# Lista de localidades na Moldávia
Existem 1681 localidades na Moldávia, composto por 65 cidades (vilas), 917 comunas, e 699 não-incorporadas aldeias (40 subordinadas às cidades, e 659 subordinadas às comunas). Esta lista é organizada por distrito, e fpara cada um deles apresenta uma lista alfabeticamente de todas as cidades e comunas. Localidades não-incorporadas estão listadas embaixo das cidades e comunas a que pertencem. Os territórios de localidades incorporadas cobrim todo o território do país.

## Município de Chişinău
Há um total de 35 localidades: 7 cidades (ainda com 2 aldeias no interior), e 12 comunas (contendo mais 14 aldeias no interior):

### Cidades
| Chişinău Codru Cricova Durleşti Sîngera Dobrogea Revaca Vadul lui Vodă Vatra |

### Comunas
| Băcioi Brăila Frumuşica Străisteni Bubuieci Bîc Humuleşti | Budeşti Văduleni Ciorescu Făureşti Goian Coloniţa Condriţa | Cruzeşti Ceroborta Ghidighici Grătieşti Hulboaca Stăuceni Goianul Nou | Tohatin Buneţi Cheltuitori Truşeni Dumbrava |

## Município de Bălţi
Há um total de 3 localidades: 1 cidade, e 2 comunas:

### Cidades
| Bălţi |

### Comunas
| Elizaveta Sadovoe |

## Município de Tighina (Bender)
There are a total of 2 localities: 1 city, and 1 commune:

### Cidades
| Tighina (Bender) |

### Comunas
| Proteagailovca |

## Anenii Noi (distrito)
Há um total de 45 localidades: 1 cidade (ainda contendo 5 aldeias), e 25 comunas (contendo mais 14 aldeias):

### Cidades
| Anenii Noi Albiniţa Beriozchi Hîrbovăţul Nou Ruseni Socoleni |

### Comunas
| Botnăreşti Salcia Bulboaca Calfa Calfa Nouă Chetrosu Todireşti Chirca Botnăreştii Noi | Ciobanovca Balmaz Mirnoe Troiţa Nouă Cobusca Nouă Cobusca Veche Floreşti Delacău Floreni Geamăna Batîc | Gura Bâcului Hîrbovăţ Maximovca Mereni Merenii Noi Ochiul Roş Picus Puhăceni Roşcani Speia Şerpeni | Teliţa Teliţa Nouă Ţînţăreni Creţoaia Varniţa Zolotievca Larga Nicolaevca |

## Basarabeasca (distrito)
Há um total de 10 localidades: 1 cidade, e 6 comunas (contendo mais 3 aldeias no interior):

### Cidades
| Basarabeasca |

### Comunas
| Abaclia Başcalia Carabetovca Iordanovca | Iserlia Bogdanovca Carabiber Ivanovca Sadaclia |

## Briceni (distrito)
There are a total of 39 localities: 2 cities, and 26 communes (containing further 11 villages within):

### Cidades
| Briceni Lipcani |

### Comunas
| Balasineşti Bălcăuţi Bocicăuţi Beleavinţi Berlinţi Caracuşenii Noi Bogdăneşti Bezeda Grimeşti Bulboaca | Caracuşenii Vechi Colicăuţi Trestieni Corjeuţi Coteala Cotiujeni Criva Drepcăuţi Grimăncăuţi | Halahora de Sus Chirilovca Halahora de Jos Hlina Larga Pavlovca Mărcăuţi Mărcăuţii Noi Medveja Slobozia-Medveja | Mihăileni Grozniţa Pererita Slobozia-Şirăuţi Şirăuţi Tabani Teţcani Trebisăuţi |

## Cahul (distrito)
There are a total of 55 localities: 1 city (further containing 1 village), and 36 communes (containing further 17 villages within):

### Cidades
| Cahul Cotihana |

### Comunas
| Alexanderfeld Alexandru Ioan Cuza Adruşul de Jos Adruşul de Sus Badicul Moldovenesc Baurci-Moldoveni Borceag Brînza Bucuria Tudoreşti Burlacu Spicoasa Burlăceni Greceni | Chioselia Mare Frumuşica Cîşliţa-Prut Colibaşi Crihana Veche Cucoara Chircani Doina Iasnaia Poleana Rumeanţev Găvănoasa Nicolaevca Vladimirovca | Giurgiuleşti Huluboaia Iujnoe Larga Nouă Larga Veche Lebedenco Hutulu Ursoaia Lopăţica Luceşti Manta Paşcani Moscovei Trifeştii Noi | Pelinei Sătuc Roşu Slobozia Mare Taraclia de Salcie Tartaul de Salcie Tătăreşti Vadul lui Isac Văleni Zîrneşti Paicu Treteşti |

## Cantemir (distrito)
Há um total de 51 localidades: 1 cidade, e 26 comunas (contendo mais 24 aldeias no interior):

### Cidades
| Cantemir |

### Comunas
| Antoneşti Leca Baimaclia Acui Suhat Cania Iepureni Capaclia Chioselia Ţărăncuţa Ciobalaccia Flocoasa Victorovca | Cîietu Dimitrova Cîrpeşti Cîşla Şofranovca Cociulia Coştangalia Enichioi Bobocica Floricica Ţolica Goteşti Constantineşti | Haragîş Lărguţa Lingura Crăciun Popovca Pleşeni Hănăseni Tătărăşeni Plopi Alexandrovca Hîrtop Taraclia Porumbeşti | Sadîc Taraclia Stoianovca Şamalia Tartaul Toceni Vîlcele Ţiganca Ghioltosu Ţiganca Nouă Vişniovca |

## Călărași (distrito)
Há um total de 44 localidades: 1 cidade (contendo ainda uma aldeia), e 27 comunas (contendo mais 15 aldeias no interior):

### Cidades
| Călărași Oricova |

### Comunas
| Bahmut Bahmut, loc. st. c. f. Bravicea Buda Ursari Căbăieşti Dereneu Bularda Duma Frumoasa Hirova | Hîrjauca Leordoaia Mîndra Palanca Hogineşti Horodişte Meleşeni Nişcani Onişcani Hîrbovăţ Sverida | Păuleşti Peticeni Pituşca Pîrjolteni Răciula Parcani Rădeni Sadova Săseni Bahu | Sipoteni Podul Lung Telemeuţi Tuzara Novaci Seliştea Nouă Ţibirica Schinoasa Vălcineţ Vărzăreştii Noi |

## Căuşeni (distrito)
Há um total de 48 localidades: 2 cidades (contendo ainda uma aldeia), e 28 comunas (contendo mais 17 aldeias no interior):

### Cidades
| Căuşeni Căinari Căinari, loc. st. c. f. |

### Comunas
| Baccealia Tricolici Baimaclia Surchiceni Chircăieşti Chircăieştii Noi Baurci Chiţcani Mereneşti Zahorna Ciufleşti Cîrnăţeni | Cîrnăţenii Noi Sălcuţa Nouă Copanca Coşcalia Florica Plop Cremenciug Fîrlădeni Fîrlădenii Noi Gîsca | Grădiniţa Leuntea Valea Verde Grigorievca Hagimus Opaci Pervomaisc Constantinovca Plop-Ştiubei Săiţi Sălcuţa Taraclia | Tănătari Tănătarii Noi Ştefăneşti Ursoaia Nouă Tocuz Ucrainca Zviozdocica Ursoaia Zaim Marianca de Sus Zaim, loc. st. c. f. |

## Cimişlia (distrito)
Há um total de 39 localidades: 1 cidade (ainda contendo três aldeias), e 22 comunas (contendo outras 13 aldeias no interior):

### Cidades
| Cimişlia Bogdanovca Nouă Bogdanovca Veche Dimitrovca |

### Comunas
| Albina Fetiţa Mereni Batîr Cenac Ciucur-Mingir Codreni Zloţi, loc.st.c.f. Ecaterinovca Coştangalia | Gradişte Iurievca Gura Galbenei Hîrtop Ialpug Prisaca Ialpujeni Marienfeld Ivanovca Nouă | Javgur Artimonovca Maximeni Lipoveni Munteni Schinoşica Mihailovca Porumbrei Sagaidacul Nou | Sagaidac Satul Nou Selemet Suric Topala Troiţcoe Valea Perjei |

## Criuleni (distrito)
Há um total de 43 localidades: 1 cidade (ainda com 2 aldeias), e 24 comunas (contendo mais 16 aldeias no interior):

### Cidades
| Criuleni Ohrincea Zolonceni |

### Comunas
| Bălăbăneşti Mălăieşti Mălăieştii Noi Bălţata Bălţata de Sus Sagaidac Sagaidacul de Sus Boşcana Mărdăreuca Cimişeni | Corjova Coşerniţa Cruglic Dolinnoe Valea Coloniţei Valea Satului Drăsliceni Logăneşti Ratuş Dubăsarii Vechi | Hîrtopul Mare Hîrtopul Mic Hruşova Chetroasa Ciopleni Işnovăţ Izbişte Jevreni Maşcăuţi Măgdăceşti | Micleşti Steţcani Oniţcani Paşcani Porumbeni Răculeşti Bălăşeşti Rîşcova Slobozia-Duşca Zăicana |

## Donduşeni (distrito)
Há um total de 30 localidades: 1 cidade, e 21 comunas (contendo mais 8 cidades no interior):

### Cidades
| Donduşeni |

### Comunas
| Arioneşti Baraboi Briceni Cernoleuca Climăuţi Corbu Crişcăuţi Donduşeni (Dondoşani) Elizavetovca (Elisabeta) Boroseni | Frasin (Frasân) Caraiman Codrenii Noi Horodişte (Horodiştea) Moşana Octeabriscoe Pivniceni Plop (Plopi) Pocrovca Rediul Mare | Scăieni (Scăienii de Sus) Sudarca Braicău Teleşeuca (Teleşăuca Veche) Teleşeuca Nouă (Teleşăuca Nouă) Tîrnova Briceva Elenovca (Elena-Doamnă) Ţaul |

## Drochia (distrito)
Há um total de 40 localidades: 1 cidade, e 27 comunas (contendo mais 12 aldeias no interior):

### Cidades
| Drochia |

### Comunas
| Antoneuca (Antoneni) Baroncea Baroncea Nouă Chetrosu Cotova Măcăreuca Dominteni Drochia (Drochia sat) Fîntîniţa (Ghizdita) Ghizdita, loc.st.c.f. Gribova (Năduşita, Năduşiţa) Hăsnăşenii Mari | Hăsnăşenii Noi Lazo (Cuza-Vodă) Maramonovca (Moara Nouă) Miciurin (Ghica-Vodă) Mîndîc Moara de Piatră Nicoreni (Nicoreşti) Ochiul Alb Palanca Holoşniţa Nouă Şalvirii Noi Pelinia Pelinia, loc.st.c.f | Pervomaiscoe (Căetăneşti) Sergheuca (Serghieşti) Petreni Popeştii Noi Popeştii de Jos Popeştii de Sus Sofia Şalvirii Vechi Ceapaevca Iliciovca Şuri Şurii Noi | Ţarigrad Zguriţa |

## Dubăsari (distrito)
Há um total de 15 localidades: 11 comunas (contendo mais 4 aldeias no interior):

### Cidades
Não há cidades neste distrito.

### Comunas
| Cocieri Vasilievca Corjova Mahala | Coşniţa Pohrebea Doroţcaia Holercani | Marcăuţi (Mărcăuţi) Molovata Molovata Nouă Roghi | Oxentea (Oxintea) Pîrîta Ustia |

## Edineţ (distrito)
Há um total de 49 localidades: 2 cidades (ainda contendo 4 aldeias), e 30 comunas (contendo outras 13 aldeias no interior):

### Cidades
| Edineţ Alexăndreni (Alexăndrenii Noi) Gordineştii Noi Cupcini (Cupcina) Chetroşica Veche Chiurt |

### Comunas
| Alexeevca (Alexeni) Bădragii Noi Bădragii Vechi Bleşteni Volodeni Brătuşeni Brătuşenii Noi Brînzeni Burlăneşti Buzdugeni Cepeleuţi Rîngaci Vancicăuţi (Vancicăuţii Mici) Chetroşica Nouă | Constantinovca (Constantineşti) Iachimeni Corpaci Cuconeştii Noi Cuconeştii Vechi Feteşti Gaşpar Goleni Gordineşti Hancăuţi (Hâncăuţi) Hincăuţi (Chincăuţi) Clişcăuţi Poiana Hlinaia (Glina-Mare) | Lopatnic Parcova Fîntîna Albă Rotunda Hlinaia Mică (Glina Mică) Ruseni Slobodca (Slobozia) Stolniceni Şofrîncani Terebna Tîrnova Trinca Viişoara Zăbriceni Oneşti (Porciuleanca) |

## Făleşti (distrito)
Há um total de 76 localidades: 1 cidade (contendo ainda uma aldeia), e 32 comunas (contendo mais 42 aldeias no interior):

### Cidades
| Făleşti Fabrica de Zahăr |

### Comunas
| Albineţul Vechi Albineţul Nou Rediul de Jos Rediul de Sus Bocani Catranîc Călineşti Călugăr Frumuşica Socii Noi Socii Vechi Chetriş Chetrişul Nou Ciolacul Nou Ciolacul Vechi Făgădău Pocrovca Şoltoaia | Egorovca Catranîc, loc.st.c.f. Ciuluc Făleştii Noi Pietrosul Nou Glinjeni Hiliuţi Răuţelul Nou Hînceşti Horeşti Lucăceni Unteni Ilenuţa Işcălău Burghelea Doltu Izvoare Logofteni Moldoveanca | Mărăndeni Musteaţa Natalievca Beleuţi Comarovca Ivanovca Popovca Ţapoc Navîrneţ Obreja Veche Obreja Nouă Pietrosu Măgura Măgura Nouă Pînzăreni Pînzărenii Noi Pîrliţa Pompa Pervomaisc Suvorovca | Pruteni Cozmenii Vechi Drujineni Valea Rusului Răuţel Risipeni Bocşa Sărata Veche Hitreşti Sărata Nouă Scumpia Hîrtop Măgureanca Nicolaevca Taxobeni Hrubna Nouă Vrăneşti |

## Floreşti (distrito)
Há um total de 74 localidades: 3 cidades, e 37 comunas (contendo mais 34 aldeias no interior):

### Cidades
| Floreşti Ghindeşti Mărculeşti |

### Comunas
| Alexeevca Chirilovca Dumitreni Rădulenii Noi Băhrineşti Caşunca Cerniţa Ciripcău Ciutuleşti Ion Vodă Mărineşti Sîrbeşti Coşerniţa Cuhureştii de Jos Ţipordei Cuhureştii de Sus Nicolaevca Unchiteşti Unchiteşti, loc.st.c.f. | Cunicea Domulgeni Frumuşica Frumuşica Nouă Ghindeşti Hîrtop Ţîra Ţîra, loc.st.c.f. Gura Camencii Bobuleşti Gvozdova Gura Căinarului Zarojeni Iliciovca Maiscoe Izvoare Bezeni Scăieni | Japca Bursuc Lunga Mărculeşti Năpadova Nicolaevca Valea Rădoaiei Prajila Antonovca Frunzeşti Mihailovca Prodăneşti Căpreşti Putineşti Rădulenii Vechi Roşietici Cenuşa Roşieticii Vechi | Sănătăuca Sevirova Ivanovca Ştefăneşti Prodăneştii Vechi Temeleuţi Tîrgul Vertiujeni Trifăneşti Alexandrovca Vărvăreuca Stîrceni Văscăuţi Făgădău Octeabriscoe Vertiujeni Zăluceni |

## Glodeni (distrito)
Há um total de 35 localidades: 1 cidade (contendo ainda uma aldeia), e 18 comunas (contendo mais 15 aldeias no interior):

### Cidades
| Glodeni Stîrcea |

### Comunas
| Balatina Clococenii Vechi Lipovăţ Tomeştii Noi Tomeştii Vechi Cajba Camenca Brînzeni Buteşti Moleşti Ciuciulea | Cobani Cuhneşti Bisericani Cot Movileni Serghieni Danu Camencuţa Nicolaevca Duşmani Fundurii Noi | Fundurii Vechi Hîjdieni Iabloana Soroca Limbenii Noi Limbenii Vechi Petrunea Sturzovca Ustia Viişoara Moara Domnească |

## Hînceşti (distrito)
Há um total de 63 localidades: 1 cidade, e 38 comunas (contendo mais 24 aldeias no interior):

### Cidades
| Hînceşti |

### Comunas
| Bălceana Bobeica Dahnovici Drăguşeni Boghiceni Bozieni Dubovca Bujor Buţeni Caracui Călmăţui Cărpineni Horjeşti Căţeleni Cioara Ciuciuleni | Cotul Morii Sărăteni Crasnoarmeiscoe Tălăieşti Dancu Drăguşenii Noi Horodca Fîrlădeni Fundul Galbenei Ivanovca Costeşti Frasin Lăpuşna Anini Rusca | Leuşeni Feteasca Logăneşti Mereşeni Sărata-Mereşeni Mingir Semionovca Mireşti Chetroşeni Negrea Nemţeni Obileni Oneşti Stîmbeni Paşcani Pereni | Pervomaiscoe Pogăneşti Marchet Sărata-Galbenă Brătianovca Cărpineanca Coroliovca Valea Florii Secăreni Corneşti Secărenii Noi Sofia Stolniceni Şipoteni Voinescu |

## Ialoveni (distrito)
Há um total de 34 localidades: 1 cidade, e 24 comunas (contendo mais 9 aldeias no interior):

### Cidades
| Ialoveni |

### Comunas
| Bardar Cărbuna Cigîrleni Costeşti Dănceni Gangura Alexandrovca Homuteanovca Misovca | Hansca Horeşti Horodca Malcoci Mileştii Mici Piatra Albă Moleşti Nimoreni Pojăreni | Puhoi Răzeni Mileştii Noi Ruseştii Noi Ruseştii Vechi Sociteni Suruceni | Ţipala Bălţaţi Budăi Ulmu Văratic Văsieni Zîmbreni Găureni |

## Leova (distrito)
Há um total de 39 localidades: 2 cidades (contendo ainda 1 aldeia), e 23 comunas (contendo outras 13 aldeias no interior):

### Cidades
| Leova Iargara Meşeni |

### Comunas
| Băiuş Cociulia Nouă Hîrtop Beştemac Piteşti Borogani Cazangic Frumuşica Selişte | Ceadîr Cneazevca Cîzlar Colibabovca Covurlui Cupcui Filipeni Hănăşenii Noi Nicolaevca | Orac Romanovca Sărata Nouă Sărata-Răzeşi Sărăteni Victoria Sărăţica Nouă Cîmpul Drept Sîrma | Tigheci Cuporani Tochile-Răducani Tomai Tomaiul Nou Sărăţica Veche Vozneseni Troian Troiţa |

## Nisporeni (distrito)
Há um total de 39 localidades: 1 cidade, e 22 comunas (contendo mais 16 aldeias no interior):

### Cidades
| Nisporeni |

### Comunas
| Bălăneşti Găureni Bălăureşti Bărboieni Boldureşti Băcşeni Chilişoaia Bolţun Brătuleni Cîrneşti | Bursuc Călimăneşti Cioreşti Vulcăneşti Ciuteşti Valea Nîrnovei Cristeşti Grozeşti Iurceni Mîrzoaia | Marinici Heleşteni Mileşti Selişte Păruceni Soltăneşti Şişcani Drojdieni Odaia | Valea-Trestieni Isăicani Luminiţa Odobeşti Selişteni Vărzăreşti Şendreni Vînători Zberoaia |

## Ocniţa (distrito)
Há um total de 33 localidades: 3 cidades, e 18 comunas (contendo mais 16 aldeias no interior):

### Cidades
| Ocniţa Frunză Otaci |

### Comunas
| Bîrlădeni Paladea Rujniţa Bîrnova Calaraşovca Berezovca Clocuşna | Corestăuţi Stălineşti Dîngeni Grinăuţi Gîrbova Grinăuţi-Moldova Grinăuţi-Raia Rediul Mare | Hădărăuţi Lencăuţi Verejeni Lipnic Paustova Mereşeuca Mihălăşeni Grinăuţi | Naslavcea Ocniţa Maiovca Sauca Unguri Vălcineţ Codreni |

## Orhei (distrito)
Há um total de 75 localidades: 1 cidade, e 37 comunas (contendo mais 37 aldeias no interior):

### Cidades
| Orhei |

### Comunas
| Berezlogi Hîjdieni Bieşti Cihoreni Slobozia-Hodorogea Bolohan Brăviceni Bulăieşti Chiperceni Andreevca Voroteţ Ciocîlteni Clişova Nouă Fedoreuca Clişova Crihana Cucuruzenii de Sus Sirota Cucuruzeni Ocniţa-Răzeşi | Donici Camencea Pocşeşti Ghetlova Hulboaca Noroceni Isacova Ivancea Brăneşti Furceni Jora de Mijloc Jora de Jos Jora de Sus Lopatna Mălăieşti Tîrzieni Mitoc Mîrzeşti Mîrzaci | Morozeni Breanova Neculăieuca Pelivan Cişmea Peresecina Piatra Jeloboc Podgoreni Pohorniceni Pohrebeni Izvoare Şercani Puţintei Dişcova Vîprova Sămănanca Selişte Lucăşeuca Mana | Step-Soci Budăi Susleni Teleşeu Trebujeni Butuceni Morovaia Vatici Curchi Tabăra Vîşcăuţi Zahoreni Zorile Inculeţ Ocniţa-Ţărani |

## Rezina (distrito)
Há um total de 41 localidades: 1 cidade (ainda contendo três aldeias), e 24 comunas (contendo outras 13 aldeias no interior):

### Cidades
| Rezina Boşerniţa Ciorna Stohnaia |

### Comunas
| Buşăuca Cinişeuţi Cogîlniceni Cuizăuca Echimăuţi Ghiduleni Roşcanii de Jos Roşcanii de Sus Gordineşti | Horodişte Slobozia-Horodişte Ignăţei Lalova Nistreni Ţîpova Lipceni Mateuţi Meşeni | Mincenii de Jos Mincenii de Sus Otac Păpăuţi Pecişte Pereni Roşcani Pripiceni-Răzeşi Pripiceni-Curchi | Saharna Nouă Buciuşca Saharna Sîrcova Piscăreşti Solonceni Tarasova Trifeşti Ţareuca Ţahnăuţi |

## Rîşcani (distrito)
Há um total de 55 localidades: 2 cidades (ainda contendo 6 aldeias), e 26 comunas (contendo mais 21 aldeias no interior):

### Cidades
| Rîşcani Balanul Nou Rămăzan Costeşti Dămăşcani Duruitoarea Păscăuţi Proscureni |

### Comunas
| Alexăndreşti Cucuieţii Noi Cucuieţii Vechi Ivăneşti Aluniş Borosenii Noi Branişte Avrămeni Reteni Reteni-Vasileuţi Corlăteni | Duruitoarea Nouă Dumeni Gălăşeni Mălăieşti Grinăuţi Ciobanovca Hiliuţi Horodişte Malinovscoe Lupăria Mihăileni Nihoreni | Petruşeni Pîrjota Pociumbăuţi Pociumbeni Druţa Răcăria Uşurei Recea Slobozia-Recea Sverdiac Singureni Sturzeni | Şaptebani Şumna Bulhac Cepăria Vasileuţi Armanca Ciubara Mihăilenii Noi Moşeni Ştiubeieni Văratic Zăicani |

## Sîngerei (distrito)
Há um total de 70 localidades: 2 cidades (contendo ainda 1 aldeia) e 24 comunas (contendo mais 43 aldeias no interior):

### Cidades
| Sîngerei Vrăneşti Biruinţa |

### Comunas
| Alexăndreni Grigoreşti Heciul Vechi Ţipleşti Ţipleteşti Bălăşeşti Sloveanca Bilicenii Noi Lipovanca Mîndreştii Noi Bilicenii Vechi Coada Iazului Bursuceni Slobozia-Măgura Chişcăreni Nicolaevca Slobozia-Chişcăreni | Ciuciuieni Brejeni Copăceni Antonovca Evghenievca Gavrilovca Petrovca Vladimireuca Coşcodeni Bobletici Flămînzeni Cotiujenii Mici Alexeuca Gura-Oituz Cubolta Mărăşeşti Dobrogea Veche Cotovca Dobrogea Nouă | Drăgăneşti Chirileni Sacarovca Dumbrăviţa Bocancea-Schit Valea lui Vlad Grigorăuca Cozeşti Petropavlovca Heciul Nou Trifăneşti Iezărenii Vechi Iezărenii Noi Izvoare Valea Norocului | Pepeni Pepenii Noi Răzălăi Romanovca Prepeliţa Clişcăuţi Mihailovca Şestaci Rădoaia Sîngereii Noi Mărineşti Tăura Veche Tăura Nouă Ţambula Octeabriscoe Pălăria |

## Soroca (distrito)
Há um total de 68 localidades: 1 cidade, e 34 comunas (contendo mais 33 aldeias no interior):

### Cidades
| Soroca |

### Comunas
| Bădiceni Grigorăuca Băxani Bulboci Bulbocii Noi Căinarii Vechi Floriceni Cosăuţi Iorjniţa Cremenciug Livezi Sobari Valea Dărcăuţi Dărcăuţii Noi Mălcăuţi Dubna Egoreni | Holoşniţa Cureşniţa Hristici Iarova Balinţi Balinţii Noi Nimereuca Cerlina Oclanda Ocolina Ţepilova Parcani Voloave Pîrliţa Vanţina Vanţina Mică Racovăţ Redi-Cereşnovăţ | Regina Maria Lugovoe Rubleniţa Rubleniţa Nouă Rudi Schineni Schinenii Noi Stoicani Soloneţ Şeptelici Şolcani Cureşniţa Nouă Tătărăuca Veche Decebal Niorcani Slobozia Nouă Tătărăuca Nouă Tolocăneşti | Trifăuţi Vasilcău Inundeni Ruslanovca Vădeni Dumbrăveni Vărăncău Slobozia-Cremene Slobozia-Vărăncău Visoca Voloviţa Alexandru cel Bun Zastînca |

## Străşeni (distrito)
Há um total de 39 localidades: 2 cidades (ainda contendo 2 aldeia) e 25 comunas (contendo mais 10 aldeias no interior):

### Cidades
| Străşeni Făgureni Bucovăţ Rassvet |

### Comunas
| Căpriana Chirianca Codreanca Lupa-Recea Cojuşna Dolna Găleşti Găleştii Noi Ghelăuza Saca | Grebleşti Mărtineşti Lozova Stejăreni Micăuţi Gornoe Micleuşeni Huzun Negreşti | Oneşti Pănăşeşti Ciobanca Rădeni Drăguşeni Zamcioji Recea Romăneşti Roşcani Scoreni | Sireţi Tătăreşti Ţigăneşti Voinova Vorniceni Zubreşti |

## Şoldăneşti (distrito)
Há um total de 33 localidades: 1 cidade, e 22 comunas (contendo mais 10 aldeias no interior):

### Cidades
| Şoldăneşti |

### Comunas
| Alcedar Curătura Odaia Chipeşca Climăuţii de Jos Cot Cobîlea Cotiujenii Mari Cobîlea, loc. st. c. f. Cuşelăuca Cuşmirca | Dobruşa Receşti Zahorna Fuzăuca Găuzeni Glinjeni Mihuleni Olişcani Parcani Pohoarna Poiana | Răspopeni Rogojeni Rogojeni, loc. st. c. f. Salcia Lelina Sămăşcani Şestaci Şipca Vadul-Raşcov Socola |

## Ştefan Vodă (distrito)
Há um total de 26 localidades: 1 cidade, e 22 comunas (com mais 3 aldeias no interior):

### Cidades
| Ştefan Vodă |

### Comunas
| Alava Lazo Antoneşti Brezoaia Carahasani Căplani Coiburciu Copceac Crocmaz | Ermoclia Feşteliţa Marianca de Jos Olăneşti Palanca Popeasca Purcari Viişoara | Răscăieţi Răscăieţii Noi Semionovca Slobozia Ştefăneşti Talmaza Tudora Volintiri |

## Taraclia (distrito)
Há um total de 26 localidades: 1 cidade, e 14 comunas (contendo mais 11 aldeias no interior):

### Cidades
| Taraclia |

### Comunas
| Albota de Jos Hagichioi Hîrtop Albota de Sus Roşiţa Sofievca Aluatu Balabanu | Budăi Dermengi Cairaclia Cealîc Cortenul Nou Samurza Corten Musaitu | Novosiolovca Salcia Orehovca Tvardiţa Valea Perjei Vinogradovca Chirilovca Ciumai Mirnoe |

## Teleneşti (distrito)
Há um total de 54 localidades: 1 cidade (ainda com 2 aldeias) e 30 comunas (contendo mais 21 aldeias no interior):

### Cidades
| Teleneşti Mihălaşa Mihălaşa Nouă |

### Comunas
| Băneşti Băneştii Noi Bogzeşti Brînzenii Noi Brînzenii Vechi Budăi Căzăneşti Vadul-Leca Vadul-Leca Nou Chiştelniţa Chiţcanii Vechi Chiţcanii Noi Ciulucani | Cîşla Codrul Nou Coropceni Crăsnăşeni Ghiliceni Cucioaia Cucioaia Nouă Hirişeni Ineşti Leuşeni Mîndreşti Codru | Negureni Chersac Dobruşa Nucăreni Ordăşei Pistruieni Hîrtop Pistruienii Noi Ratuş Mîndra Sărătenii Noi Zăicani Zăicanii Noi | Sărătenii Vechi Zahareuca Scorţeni Suhuluceni Ghermăneşti Tîrşiţei Flutura Ţînţăreni Văsieni Verejeni Zgărdeşti Bondareuca Ciofu |

## Ungheni (distrito)
Há um total de 74 localidades: 2 cidades (ainda contendo uma aldeia) e 31 comunas (que contém outras 40 aldeias no interior):

### Cidades
| Ungheni Corneşti Romanovca |

### Comunas
| Agronomovca Negurenii Noi Zăzulenii Noi Alexeevca Lidovca Săghieni Boghenii Noi Boghenii Vechi Izvoreni Mirceşti Poiana Buciumeni Buciumeni, loc. st. c. f. Floreşti Bumbăta Buşila Cetireni Chirileni | Cioropcani Bulhac Stolniceni Condrăteşti Curtoaia Corneşti Cornova Costuleni Floriţoaia Veche Floriţoaia Nouă Grozasca Hîrceşti Drujba Leordoaia Mînzăteşti Veveriţa Măcăreşti Frăsineşti | Măgurele Mănoileşti Novaia Nicolaevca Rezina Vulpeşti Morenii Noi Şicovăţ Năpădeni Negurenii Vechi Coşeni Ţîghira Zăzulenii Vechi Petreşti Medeleni Petreşti, loc. st. c. f. Pîrliţa Hristoforovca Rădenii Vechi | Sculeni Blindeşti Floreni Gherman Sineşti Pojarna Teşcureni Todireşti Grăseni Unţeşti Valea Mare Buzduganii de Jos Buzduganii de Sus Morenii Vechi Zagarancea Elizavetovca Semeni |

## Găgăuzia
Há um total de 32 localidades: 3 cidades (contendo ainda 1 aldeia no interior), e 23 comunas (contendo mais 5 aldeias no interior):

### Cidades
| Comrat Ceadîr-Lunga Vulcăneşti Vulcăneşti, loc. st. c. f. |

### Comunas
| Avdarma Baurci Beşalma Beşghioz (Beş-Ghioz) Bugeac Carbalia Cazaclia Chioselia Rusă (Chioselia Mică) Chiriet-Lunga Chirsova | Cioc-Maidan Cişmichioi (Cişmechioi) Congaz Congazcicul de Sus (Congazul-Mic) Congazcicul de Jos Duduleşti Copceac (Tatar-Copceac) Cotovscoe (Cârlăneni) Dezghingea (Dezghinge) | Etulia Etulia Nouă Etulia, loc. st. c. f. Ferapontievca (Feraponteanca) Gaidar (Gaidari) Joltai (Djoltai) Svetlîi (Deneviţa) Alexeevca (Alexeeni) Tomai |

## Transnístria
Há um total de 147 localidades: 10 cidades (contendo ainda 2 aldeias no interior), e 69 comunas (contendo mais 66 aldeias no interior):

### Cidades
| Camenca Solnecinoe Crasnoe Dnestrovsc | Dubăsari Grigoriopol Crasnoe Maiac | Rîbniţa Slobozia Tiraspol Tiraspolul Nou |

### Comunas
| Andreevca Pîcalova Şmalena Beloci Bîcioc Novovladimirovca Blijnii Hutor Broşteni Butor India Butuceni Caragaş Caterinovca Sadchi Carmanova Cotovca Fedoseevca Mocearovca Cioburciu Cobasna Suhaia Rîbniţa Cobasna, loc. st. c. f. Colosova Crasnaia Besarabia Pobeda Comisarovca Nouă Bosca Coşniţa Nouă Pohrebea Nouă Corotna Crasnencoe Dimitrova Ivanovca Crasnîi Octeabri Alexandrovca | Crasnîi Vinogradari Afanasievca Alexandrovca Nouă Calinovca Lunga Nouă Crasnogorca Cuzmin Voitovca Delacău Crasnaia Gorca Doibani I Doibani II Coicova Dubău Goianul Nou Dzerjinscoe Frunză Andriaşevca Nouă Andriaşevca Veche Novocotovsc Priozernoe Uiutnoe Novosaviţcaia, loc. st. c. f. Ghidirim Goian Iagorlîc Haraba Harmaţca Hîrjău Mihailovca Nouă Sărăţei Hîrtop Bruslachi Marian Mocreachi | Hlinaia, Grigoriopol Hlinaia, Slobozia Hristovaia Hruşca Frunzăuca Jura Lenin Pervomaisc Pobeda Stanislavca Lunga Mălăieşti Cerniţa Mihailovca Mocra Basarabca Şevcenco Zaporojeţ Molochişul Mare Nezavertailovca Ocniţa Ofatinţi Novaia Jizni Parcani Pervomaisc Plopi Podoima Podoimiţa Popencu Chirov Vladimirovca Zăzuleni Raşcov Iantarnoe | Rotari Bodeni Socolovca Severinovca Slobozia-Raşcov Sovetscoe Vasilievca Speia Stroieşti Sucleia Şipca Vesioloe Taşlîc Teiu Tocmagiu Tîrnauca Ţîbuleuca Ulmu Ulmul Mic Lîsaia Gora Vadul Turcului Molochişul Mic Valea Adîncă Constantinovca Vărăncău Buschi Gherşunovca Vinogradnoe Vladimirovca Constantinovca Nicolscoe |